# Third Degree
Third Degree – polska grupa muzyczna wykonująca grindcore. Powstała w 1997 w Olsztynie. W początkowym okresie działalności formacja prezentowała muzykę inspirowaną dokonaniami Disrupt oraz Extreme Noise Terror. W 1998 roku ukazało się debiutanckie wydawnictwo Third Degree zatytułowane Oblicza Terroru. Nagrania były promowane podczas trasy koncertowej w Niemczech wraz ze szwedzką grupą Greed.
W 2000 roku na płycie winylowej został wydany minialbum Fuck 14 88!!!. W 2002 roku firma Selfmadegod Records wydała split nagrań Third Degree z zespołem Hewhocorrupts. Rok później ukazała się pierwsza kompilacja zespołu pt. Six Years of 666. Tego samego roku grupa dała szereg koncertów w ramach Grind Manifesto Tour. W trasie uczestniczyły ponadto grupy Antigama i Pignation. W 2004 roku zespół odbył trasę koncertową The Dying Continues Tour. Również w 2004 roku ukazał się split z grupą Unholy Grave zatytułowany Bad Luck?/The Loneliness Kills!, oraz split z Antigama i Herman Rarebell pt. The World Will Fall Soon And We All Will Die.
W 2005 roku nakładem Selfmadegod Records ukazał się album Outstay. Nagrania zostały zarejestrowane w olsztyńskim Studio X. Z kolei miksowanie odbyło się w Elephant Studio. W 2008 roku ukazał się kolejny album formacji zatytułowany Punk Sugar.

## Dyskografia
- Oblicza Terroru (1998, DSM Records, demo)
- Fuck 14 88!!! (2000, DSM Records, EP)
- Hewhocorrupts/Third Degree (2002, Selfmadegod Records, split z Hewhocorrupts)
- Six Years of 666 (2003, Czerwony Diabelek, kompilacja)
- Bad Luck?/The Loneliness Kills! (2004, Selfmadegod Records, split z Unholy Grave)
- The World Will Fall Soon And We All Will Die (2004, Selfmadegod Records, split z Antigama, Herman Rarebell)
- Outstay (2005, Selfmadegod Records)[6]
- Punk Sugar (2008, Selfmadegod Records)
- The Sick The Dead The Rotten Part II (2008, The Spew Records, split z Obtuse, Mumakil)